# Face ID

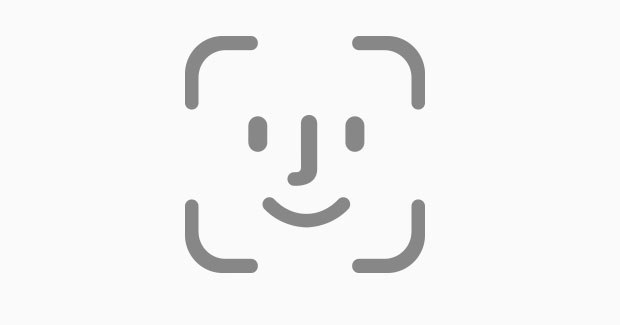
Значок, используемый Apple для обозначения технологии Face ID

Face ID — сканер объёмно-пространственной формы лица человека, разработанный компанией Apple и впервые применённый в смартфоне iPhone X. Технология Face ID была представлена компанией Apple 12 сентября 2017 года, заменив дактилоскопический датчик «Touch ID». Новый сенсор (True Depth Camera или Time-of-Flight камера) позволяет разблокировать устройство, совершать покупки в iTunes Store, App Store и iBooks Store, а также выбирать карты для оплаты в Apple Pay.

## Безопасность
Чтобы начать пользоваться технологией Face ID, необходимо создать пароль. Ввод пароля будет обязателен для разблокировки устройства IPhone X, XS/XS Max, XR, 11, 11 Pro/11 Pro Max, 12/12 Pro/12 Pro Max, 13/13 Pro/13 Pro Max, 14/14 Plus, 14 Pro/14 Pro Max, 15/15 Plus, 15 Pro/15 Pro Max, 16/16 Plus, 16 Pro/16 Pro Max в случае перезагрузки смартфона, после длительного периода неиспользования (48 часов), или если пароль не вводился последние 6,5 дней (156 часов) и не было разблокировки в последние 4 часа.
Как заявляет компания Apple, зашифрованная биометрическая информация хранится на самом устройстве, внутри процессора (для iPhone X — A11 Bionic), и не может быть никуда отправлена. По словам Apple, это математический образ отсканированного лица, но не само изображение.
Технология Face ID самообучаемая, она запоминает изменения в лице с помощью нейронных сетей в процессоре смартфона. Впервые Face ID появился в iPhone X. Face ID используется для покупок с помощью платёжной системы Apple Pay, просмотра паролей в приложении «Настройки» для iOS, покупок в iTunes Store, App Store, iBooks Store, разблокировки сторонних приложений, например менеджера паролей 1Password и некоторых банковских приложений.

## Устройства с Face ID
- iPhone X
- iPhone XR
- iPhone XS
- iPhone XS Max
- iPhone 11
- iPhone 11 Pro
- iPhone 11 Pro Max
- iPhone 12 mini
- iPhone 12
- iPhone 12 Pro
- iPhone 12 Pro Max
- iPhone 13 mini
- IPhone 13
- iPhone 13 Pro
- iPhone 13 Pro Max
- IPhone 14
- iPhone 14 Plus
- IPhone 14 Pro
- iPhone 14 Pro Max
- iPhone 15
- iPhone 15 Plus
- iPhone 15 Pro
- iPhone 15 Pro Max
- iPhone 16
- iPhone 16 Plus
- iPhone 16 Pro
- iPhone 16 Pro Max
- iPad Pro (3-го поколения)
- iPad Pro (4-го поколения)
- iPad Pro (5-го поколения)